# Дуейн Оллмен

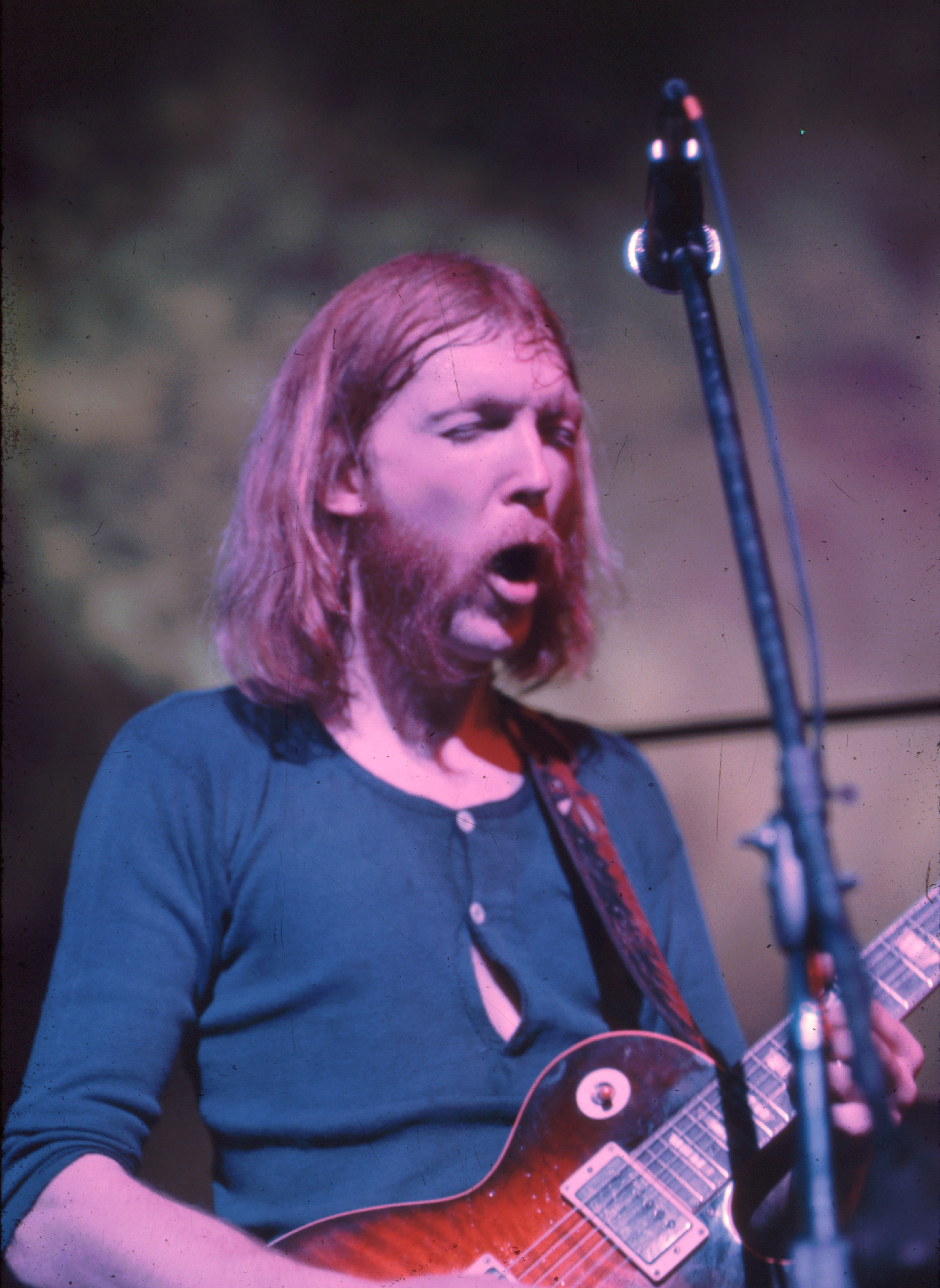
Дуейн Оллман, 6 червня 1971 року

Говард Дуейн Оллмен, відомий також як Скайдог (англ. Howard Duane «Skydog» Allman, 20 листопада 1946 — 29 жовтня 1971) — американський гітарист, що виступав у гурті The Allman Brothers Band, яку створив зі своїм братом Грегом. Грав переважно на гітарах фірми Gibson.
Посідає другу сходинку у списку 100 найкращих гітаристів усіх часів за версією журналу Rolling Stone.